# Ochyrocera quinquevittata
Ochyrocera quinquevittata là một loài nhện trong họ Ochyroceratidae. Loài này phân bố ở Saint Vincent.